# Distretto di Dedza
Il distretto di Dedza (Dedza District) è uno dei ventotto distretti del Malawi, e uno dei nove distretti appartenenti alla Regione Centrale. Copre un'area di 3624 km² e ha una popolazione complessiva di 624 445 abitanti (dato censimento 2008).
Il capoluogo del distretto è Dedza (20.241 ab. al 2008).

## Geografia fisica
L'area ovest del distretto è situata su un altopiano centrale (di altezza variabile tra i 900 e i 1200 metri). La città principale è Dedza, posizionata sulla Strada M1, a 85 km da Lilongwe.
Il clima è generalmente tropicale, la regione vive ogni anno un periodo di siccità nei mesi da Giugno a Luglio, susseguito dalla stagione delle piogge durante i mesi da Novembre ad Aprile.

## Geografia antropica

### Suddivisioni amministrative
Il distretto è suddiviso in una città (il capoluogo Dedza), 5 Autorità Tradizionali, 2 Sub-autorità tradizionale e 1 Sub-Chiefdom.